# Paweł Kuczyński
Pour les articles homonymes, voir Kuczynski.
Paweł Kuczyński, né le 12 août 1976 à Szczecin, est un artiste graphique polonais. Il est diplômé de l'Académie des beaux-arts de Poznań dans la spécialité de graphisme et a gagné de nombreux prix pour la paix.
Ses œuvres sont connues pour critiquer le système sociétal moderne. À l'aide de compositions surréalistes et satiriques il met en exergue certains paradoxes et dysfonctionnements de la globalisation, la politique, l'économie et bien d'autres aspects de la société.

## Prix
Il a jusqu'à présent (2015) reçu 102 prix. En 2005 Paweł Kuczyński a reçu le prix « Erik » de l'Association des cartoonistes polonais,.
En 2010, il reçoit le prix d'argent du « Dicaco International Cartoon Coontest ».
En 2012, il reçoit le prix « NTV Özel Ödülü, Special Prize of NTV Channel » au 28e International Nasreddin Hodja Cartoon Contest.
En 2013, il reçoit la plaque d'argent du 17e Salon of Antiwar Cartoons, à Kragujevac, en Serbie.

## Expositions

### Paweł Kuczyński: dessins satiriques (Bruxelles, Belgique)
De mai 2011 à juin 2011 le Musée de la caricature et de la bande dessinée de Varsovie (pl), en collaboration avec la Représentation permanente de la Pologne auprès de l'Union européenne et le CESE (Comité économique et social européen), ont présenté les œuvres du graphiste en l'honneur de l'adhésion de la Pologne à l'Union européenne et la perception de celle-ci vis-à-vis du pays. L'exposition se tenait à Bruxelles,.

### Paweł Kuczyński: dessins satiriques (Łódź, Pologne)
En mars/avril 2013, Paweł Kuczyński présente ses œuvres dans la galerie Owoce i Warzywa de Łódź en Pologne.

### Cartoon Xira (Portugal)
Le 14 mars 2015 l'exposition portugaise Cartoon Xira fut inaugurée. Cartoon Xira prône la liberté d'expression par le dessin et met chaque année en lumière le travail d’un dessinateur étranger de renommée internationale. En 2015 Paweł Kuczyński fut mis à l'honneur. L'exposition eut lieu à la suite des attentats contre l'hebdomadaire satirique Charlie Hebdo.
Paweł Kuczyński dit de l'exposition :
« [Elle] présente mes œuvres créées depuis 2002 jusqu'à aujourd’hui. C’est donc un panel assez général de mon travail. On peut y voir des dessins pour des magazines, des journaux ainsi que des illustrations de livres. D’autres dessins ont été réalisés pour des concours de dessins satiriques ».